# میگوی نیل
میگوی نیل (نام علمی: Caridina nilotica) نام یک گونه از فروراسته میگوهای اصلی است.